# Minimax
A Minimax az AMC Networks International rajzfilmeket sugárzó tévécsatornája, amely Magyarországon, Csehországban, Romániában, Horvátországban, Szerbiában, Szlovéniában, és Szlovákiában fogható.

## Története

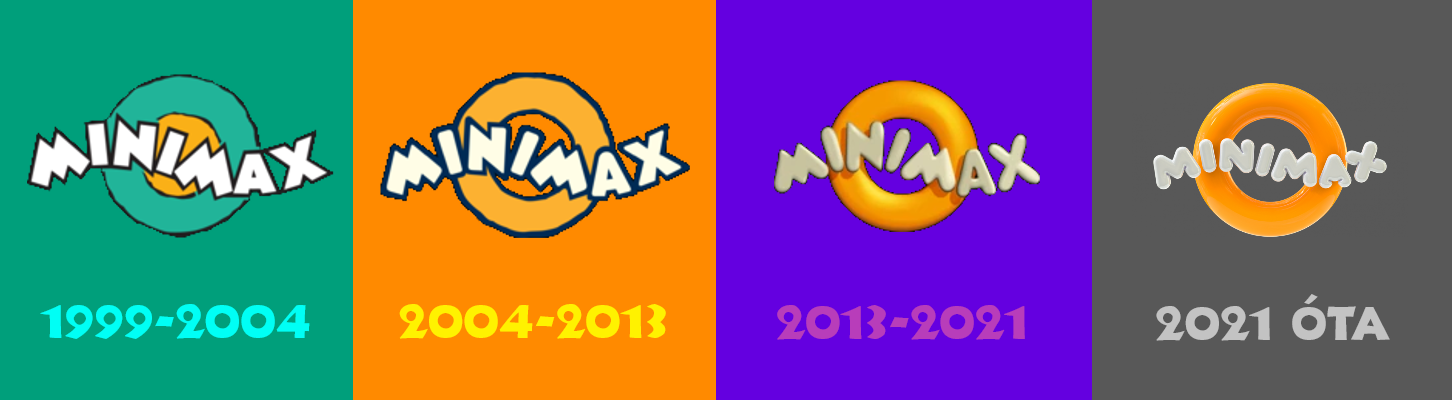
A csatorna logói 1999-től napjainkig

A Minimax 1999. december 6-án indult el Magyarországon 5 évvel az egykori eredeti (spanyol) csatorna indulása után. Később Romániában (2001), Szlovákiában (2003) és Csehországban (2004) is megjelent az ország nyelvén. A csatorna 2018. január 1-je óta 24 órában sugároz, előtte (2000-2017-ig) 06:00-tól 20:00-ig volt fogható. 20:00-tól 02:00-ig a legtöbb szolgáltatónál a szintén az AMC-hez tartozott C8 volt fogható, amely a 24 órássá válással megszűnt. De voltak olyan szolgáltatók is, ahol 20:00-tól 06:00-ig egyáltalán nem volt műsorszórás, mert csak a Minimax műsora volt látható, a kínálatban ugyanis nem volt elérhető a C8 (valamint a korábbi csatornák), ilyenkor általában egy monoszkópot lehetett látni sípolás nélkül.
A csatorna eredeti tulajdonosa a Canal+ volt. A kezdeti hetekben csak napi 2 órában (18:00-20:00) sugárzott. 1999 karácsonyától hétköznap 6 (06:00-08:00, 16:00-20:00), hétvégén 8 (06:00-10:00, 16:00-20:00) órás adásidővel rendelkezett. 2000. március 3-án bevezették a (17 év és 303 napig használt) 14 órás adásidőt (06:00-20:00). 2000, 2001 és 2002 szilveszterén 18 órás adásidővel ment (06:00-24:00). 2018. január 1-jével a csatorna 24 órás lett.
A csatornát 2000. április 3-án 10:00-kor kódolták, és az év szeptember 15-éig csak az Antenna Hungária AM-Mikró (a mindigTV elődje) szolgáltatásán keresztül lehetett fogni. Egészen 24 órássá válásáig osztozott a 20 órai adászárás utáni idősávban egy másik tévécsatorna.
2000. május 2-án elindult az első magyar számítástechnikai televíziócsatorna, a Game One (a francia változaton alapulva), ami 20:00-tól 06:00-ig adta műsorát. 2001. augusztus 27-én a név ITV-re módosult, majd 2003. február 9-én a csekély érdeklődésre való tekintettel megszűnt, a csatorna a Minimaxszal osztott csatornán ment 20:00-tól 22:00-ig, 2 órás műsoridővel, utána a MusicMax sugárzott 06:00-ig.
2003-ban a csatornát megvásárolta a Médiatech Kft. Az év szeptember 15-én 19:30-kor elindult az M+, az IKO Kábeltévé második csatornája az F+ után. Az M+ a Minimax sávjában volt látható, napi 6 órás adásidővel rendelkezett. Ez a csatorna azonban nagyon kevés kábelszolgáltatónál volt fogható, mert például a UPC Directen a MusicMax volt fogható a Minimax után, a nagyobb kábelhálózatok pedig a jelet lekapcsolták. Ekkortól a Minimax adása félórával korábban (05:30) kezdődött, de annyival korábban (19:30) véget is ért.
Az M+-szal osztott állapot 2004. szeptember 4-ig tartott, amikor az egyesült a Humor 1-gyel, és felváltotta őket a Cool. Ezen csatorna még az év december 3-áig osztozott, de egyes kábelhálózatok a 2010-es évek elejéig a Coollal osztották a Minimax adásidejét.
2004. július 1-jén kissé változott a logó: a karika színét lecserélték smaragdzöldről narancssárgára, de az arculat 2006-ig változatlan maradt.
2004. december 4-én indult az A+, mely japán rajzfilmeket (animéket) sugárzott a Minimax frekvenciáján kezdetben 20:00-tól 01:00-ig. 2006. február 20-án lecserélték a kezdetek óta használt arculatot: ekkor mutatkozott be a csatornával azóta szorosan összekapcsolódó karakterkvartett, név szerint Mini, Max, Picicica és Macikutya. Ebben az évben a csatornát félig felvásárolta a Chellomedia, szeptember 6-án pedig éjjeli váltótársa, az A+ a Sony Pictures Television International tulajdonába került, és később beépítette az Animax nevű nemzetközi csatornahálózatába, így át is nevezve Animax-re 2007. július 2-án, amely már az új animék premierjeit is szinkronizálva adta.
2007 júniusában a csatornát teljesen felvásárolta a Chellomedia. 2013. március 23-án 16:9-es képarányra váltott és újrastilizálták a csatornadizájnt: a logó és az arculat 3D-ssé vált. Az Animax 2014. március 31-én megszűnt, helyét a Chello Central Europe C8 nevű promóciós csatornája vette át, tehát így a teljes műsoridő egy tulajdonos kezébe került.
A 2006-os arculat ideje alatt alkalmanként előfordultak 12 éven aluliaknak nem ajánlott filmek és sorozatok. Ilyen példa volt a Vízcsepp Mester.
2016. január 1-jén a csatorna román adása 24 órás lett, ezzel az ottani C8 megszűnt. 2017. október 5-én bejelentették, hogy 2018-tól a csatorna magyar adása is 24 órásra bővíti a műsoridőt, ezzel így az állami M2 maradt az egyetlen nem 24 órás műsoridővel rendelkező gyerekcsatorna hazánkban. 2018. január elsején meg is történt a műsoridő-bővítés, így a C8 Magyarországon is megszűnt. Ugyanekkor átkerült a cseh médiahatóság alá, és a csatorna már nem használ korhatárkarikát (a Spektrum Homehoz és a TV Paprikához hasonlóan), 2017-ig a 6-os karikát használta.
A csatorna eredetileg 2020. január 1-től kikerült volna a DIGI kínálatából az AMC Networks többi csatornájával együtt, de még az utolsó pillanatban sikerült megállapodni, így továbbra is elérhető maradt.
2021. július 1-jén 06:00-kor a magyarországi adásváltozat új logót és arculatot kapott. Ezzel 15 év után lekerült az eddigi arculat a karakterkvartettel, amit további 1 hónapig (augusztus 1-ig) a csehországi, a romániai, valamint a szerbiai-szlovéniai adásváltozat tovább használt. Az arculatváltás ellenére Picicica és Macikutya karaktere még megmaradt a csatorna bizonyos online felületein, viszont megújulva. Az arculatot a bolgár ROBO Lab tervezte.
A csatorna reklámidejét 2016. december 31-ig az Atmedia, 2017. január 1-től az RTL Saleshouse értékesíti.

## Műsorok

### Magyar sorozatok
- A kockásfülű nyúl
- A legkisebb ugrifüles
- A nagy ho-ho-horgász
- Albert kérdezi, mi az élet?
- Albert mondja... a természet jobban tudja
- Dörmögőék kalandjai
- Ez Kész! Pénz!
- Frakk, a macskák réme
- Kérem a következőt!
- Kukori és Kotkoda
- Krisztofóró
- Lenny és Twiek szerint a világ
- Leo és Fred
- Magyar népmesék
- Marci és a kapitány
- Mesék Mátyás királyról
- Maszkabál
- Mézga Aladár különös kalandjai
- Mazsola
- Mikrobi
- Mirr-Murr kandúr kalandjai (csak az 1. évad)
- Misi Mókus kalandjai
- Mondák a magyar történelemből
- Pityke
- Pom Pom meséi
- STOP! Közlekedj okosan!
- Süsü, a sárkány
- Süsüke, a sárkánygyerek
- Szellemes percek
- Tinti kalandjai
- Traff Park
- Üzenet a jövőből – A Mézga család különös kalandjai
- Vakáción a Mézga család
- Vízipók-csodapók

### Külföldi sorozatok
- 3-2-1 Űrpingvinek!
- 80 nap alatt a Föld körül Willy Foggal (Sugárzását a TV2 Kids vette át)
- A 203-as ügynök
- A bűvös körhinta
- A dzsungel könyve
- A hármasikrek
- A három maci
- A három testőrke
- A hetedik testvér
- A kis herceg (Sugárzását az M2 vette át)
- A kiskirálylány
- Apával az élet
- Állati detektívek
- A nyomorultak
- A rút kiskacsa
- A rút kiskacsa és én (Sugárzását az M2 vette át)
- A Tekergér család világ körüli tekergései
- A tenger hercegnői (Sugárzását a TV2 Kids vette át)
- A varázslatos iskolabusz
- Akcióban Mary-Kate és Ashley
- Alfréd, a kacsa (csak az 1. évad)
- Andersen, a mesemondó (Sugárzását a TV2 Kids vette át)
- Angelina, a balerina (csak a 3D-s)
- Animália (Sugárzását az M2 vette át)
- Anne a Zöld Oromból (Sugárzását a TV4 vette át)
- Apával az élet
- Apu és én
- Arthur (Sugárzását az M2 vette át)
- Asa
- Az elsüllyedt világok
- Az icipici óriás
- Állati küldetés
- Állatkerti történetek
- Babar (Sugárzását az RTL Klub és a TV2 Kids vette át)
- Babar és Badou kalandjai (Sugárzását az M2 vette át)
- Bagoly brigád
- Bajkeverő majom (Sugárzását a TV2 Kids vette át)
- Barátom Bó
- Ben és Izzy
- Benjámin maci titkos világa
- Beethoven
- Bezzeg az én időmben...
- Bibi Blocksberg
- Bibi és Tina
- Bicsi Bocs kalandjai
- Billy és Buddy (2004-es sorozat)
- Bindi, a dzsungel lánya
- Bing
- Bing és Bong/Pöttöm bolygók (Sugárzását a JimJam vette át)
- Blinky Bill kalandjai (Sugárzását a TV2 Kids vette át)
- Bob és Bobek (Sugárzását a TV2 Kids vette át)
- Bob és Bobek utazásai
- Bob, a mester
- Bob, a mester (2015)[14]
- Boo!
- Bori (Sugárzását az M2 vette át)
- Budgie, a kis helikopter[15]
- Bukfenc, a cica
- Bert és Ernie
- Caillou (Sugárzását az M2 vette át)
- Chaplin
- Charley és Mimmo
- Charley mackó kalandjai
- Chuck, a dömper kalandjai (Sugárzását a TV2 Kids vette át)
- Chuggington (Sugárzását az M2 vette át)
- Chuggington – Jelvényt akarok! (Sugárzását az M2 vette át)
- Cirmi és Csurmi
- Cirmos őrmester nyomoz
- Clifford, a nagy piros kutya
- Csutak úrfi
- Connie, a boci (Sugárzását a TV2 Kids vette át)
- Csillagkutyák kalandjai
- Csőröshősök
- Cyberchase, avagy kalandozások a cybertérben
- Delfi és barátai
- Dixi kutya kalandjai
- Doug
- Dronix csapat
- Duda és Pocsolya
- Dzsungelriportok (csak reklámszünetek alatt)
- Egérmese
- Egyszer volt… a felfedezők (Sugárzását a Da Vinci vette át)
- Egyszer volt… a Föld (Sugárzását a Da Vinci és a TV2 Kids vette át)
- Egyszer volt… a tárgyak
- Egyszer volt… a világűr (Sugárzását a TV2 Kids vette át)
- Egyszer volt… az első amerikaiak (Sugárzását a Da Vinci és a TV2 Kids vette át)
- Egyszer volt… az élet (Sugárzását a TV2 Kids vette át)
- Egyszer volt… az ember (Sugárzását a Da Vinci és a TV2 Kids vette át)
- Egyszer volt… az ötlet
- Elhagyott játékok
- Ella, az elefánt
- Elmo világa
- Elveszett világ
- Enchantimals: Mesék az erdő mélyéről
- Eperke és barátai
- Erdei tanoda
- Ernest és Rebecca
- Eszes Jess
- Ethelbert, a tigris
- Én kicsi pónim: Varázslatos barátság (Sugárzását a TV2 Kids vette át)
- Én kicsi pónim
- Farkasbőrben – A holdkő legendája
- Fecsegő tipegők (csak az első két évad)
- Fifi virágoskertje
- Fixik
- Filly Fantázia
- Fixi, Foxi és barátaik (csak a 2. évad) (Sugárzását az M2 és a TV2 Kids vette át)
- Flipper és Lopaka (Sugárzását a TV2 Kids vette át)
- Focitörténelem
- Frances
- Franklin (Sugárzását az M2 vette át)
- Franklin és barátai (Sugárzását az M2 vette át)
- Geronimo Stilton (Sugárzását az M2 vette át)
- Gofri, a csodakutya
- Gömbőrség
- Grimm legszebb meséi
- H2O: Vízcseppből varázslat
- Heidi
- Hekker Zek
- Horseland – A lovasklub
- Hunyor-major (Sugárzását a JimJam vette át)
- Ideafix és a rebellisek (Korábban: Idefix és a Féktelen falka)
- Inami (Sugárzását az M2 vette át)
- Irány Dínóföld! (Sugárzását a JimJam vette át)
- Jacques Cousteau meséi az óceánról (Sugárzását az M2 vette át)
- Jane és a sárkány
- Játsszunk a Szezám utcában!
- Kacsakalamajka
- Kate és Mim-Mim (Sugárzását a JimJam vette át)
- Katie és Orbie
- Két Pocket a Pocket szállóban
- Kimba, a fehér oroszlán
- Kisvakond
- Kis robotok
- Klumplik
- Koala Brothers
- Koboldok és tündérek földjén
- Kriptamesék
- Kutyavilág
- Lassie és barátai
- Lego Friends
- Léna farmja
- Leon
- Lilla állatkertje
- Lilly, a kis boszorkány
- Little People – Nagy felfedezések (Sugárzását a TV2 vette át)
- Littlest Pet Shop (Sugárzását a TV2 Kids vette át)
- Locsi-fecsi Márta
- Lolka és Bolka
- Loopdidoo (Sugárzását az M2 vette át)
- Loopolva
- Lou!
- Lőrinc kandúr
- Mackó-show a kék házban (csak első évad)
- Mackóházi mesék
- Maisie MacKenzie, az Edinburg-i cica
- Majomparádé
- Marcelino (Sugárzását az M2 vette át)
- Marsupilami (Jelenleg a 2009-es évad megy)
- Márti
- Mása és a medve
- Maya és Miguel
- Mentőosztag
- Merlin, a csodakutya
- Merülj, Olly merülj! (Sugárzását az M2 vette át)
- Mi a pálya, Mimi?
- Mi micsoda (Sugárzását a Da Vinci vette át)
- Mia, a kisegér
- Mia és én
- Miffy és barátai
- Mihaela
- Mike, a kislovag
- Milo (Sugárzását az M2 vette át)
- Minirobotok
- Miss BG (Sugárzását az M2 vette át)
- Miss Mallard nyomoz
- Miss Spider és a Napsugár rét lakói
- Moby Dick és a Mu titka
- Moha és Páfrány
- Mondd együtt Noddyval!
- Mr. Bean (Sugárzását a Boomerang vette át)
- Mumble Bumble
- Mú mama
- Nagyon vadon - Hív a természet
- Nils Holgersson csodálatos utazása a vadludakkal
- Ned varázsgőtéje (Sugárzását a KidsCo vette át)
- Négy és fél barát
- Nicsak, a kis hódok!
- No, megállj csak!
- Noddy kalandjai Játékvárosban (Sugárzását a JimJam vette át)
- Noddy újabb kalandjai Játékvárosban
- Nouky és barátai
- Nyúlport reptér
- Ormányos család
- Orson és Olívia
- Oscar oázisa (Sugárzását a Megamax vette át)
- Oszi varázslatos utazása (Sugárzását a TV2 Kids vette át)
- Őslények országa (tv-sorozat)
- Ötös fogat – Kölyökzsaruk akcióban
- Pat és Stan
- Pán Péter legújabb kalandjai
- Pearlie
- Peppa malac (Sugárzását az M2 vette át)
- Percy, a parkőr
- Pettson és Findusz
- Philip egér
- Pimpa
- Pingu (Sugárzását a JimJam vette át)
- Piros alma szép meséi
- Postás Pat
- Postás Pat – Különleges küldemények
- Pound Puppies: Kutyakölyköt minden kiskölyöknek! (Sugárzását a Kiwi TV/TV2 Kids vette át)
- Pöttöm George (Sugárzását az M2 és a TV2 Kids vette át)
- Providence, a rejtélyes kisváros
- Pufóka kalandjai
- Pumukli kalandjai (csak az 1. évad)
- Redwall (csak az első két évad)
- Rejtélyek Tesz-Vesz városban (Sugárzását a JimJam vette át)
- Repülő bocsok
- Rexi
- Rick
- Roary, a versenyautó
- Rolie, Polie, Olie
- Rolli, a teherverda
- Rosie világa (Sugárzását az M2 vette át)
- Rumcájsz kalandjai
- Rupert maci kalandjai (Sugárzását az M2 vette át)
- Rupert maci varázslatos világa
- Save-Ums!
- Sam, a tűzoltó
- Sandokan (Sugárzását az M2 vette át)
- Sharon naplója
- Shelldon
- Sid, a kis tudós
- Simsala Grimm
- Skipper és Skeeto
- Skippy kalandjai
- Slapaj (Sugárzását a Duna Televízió vette át)
- Stan Lee szuperhősképzője
- Super 4[16]
- Sün Alfréd forró nyomon
- Symfollies
- Szárnyas szakasz
- Szenzációs vakáció
- Szédült nyuszik
- Szippancsok
- SheZow
- Szirénázó szupercsapat
- Találd ki, mennyire szeretlek!
- Találjuk ki együtt, apu és én!
- Talking Tom és barátai
- Tappancsmesék (4+26 rész) (Sugárzását az M2 vette át)
- Tatonka történetei (Sugárzását az M2 vette át)
- Teknős-sziget
- Téli mese
- Thomas, a gőzmozdony
- Timmy
- Tip, a kisegér
- Toby utazó cirkusza
- Tom, a nagy utazó
- Tom és a macska
- Transformers Mentő Botok (Sugárzását a JimJam vette át)
- T-Rex Expressz (Sugárzását az M2 vette át)
- Trükkös Tom
- Tupu
- Tüskeböki és pajtásai
- Tűnj el, Unikornis!
- Twipsy
- Uhu, a bölcs bagoly
- Urmel
- Uki
- Vacak, az erdő hőse
- Vadon kölykei
- Vándorvarangyok
- Varázsceruza
- Varázslatos fogtündérek
- Világjáró Grover
- Vili és Nosza
- Vipo, a repülő kutya kalandjai
- Viva Piñata
- Vízcsepp mester kalandjai (Sugárzását a TV2 Kids vette át)
- Vudlik (Sugárzását a TV2 Kids vette át)
- Wendy
- Wendy és Marine
- Wilf, a boszorkányos kutya
- Willy Fog újabb kalandjai (Sugárzását a TV2 Kids vette át)
- Woofy
- Yakari
- Zigby (Sugárzását a TV2 Kids vette át)
- Zoom, a fehér delfin
- Zorro
- Zöld osztag

### DreamWorks sorozatok
- Éljen Julien király! (2017. november 11.)
- Csizmás, a kandúr kalandjai (2017. november 11.)
- Dínószakik (2017. november 11.)
- Mr. Peabody és Sherman show (2017. december 1.)
- Turbó Spuri (2018. január 1.)
- Croodék – A fény kora (2018. január 1.)
- Zöldségmesék a házból (2018. március 23.)
- Voltron: A legendás védelmező (2018. április 4.)
- Trollvadászok (2018. július 13.)
- Trollok – A dallam szól tovább (2018. szeptember 3.)
- Végre otthon – Tip és Oh kalandjai (2018. szeptember 3.)
- Zöldségmesék a városból (2018. december 11.)
- Szilaj, a szabadon száguldó (2018. december 24.)
- Kung Fu Panda – A végzet mancsai (2020. január 18.)
- Hová tűnt Vili? (2020. február 21.)
- Halálos iramban - Kémfutam (2021. december 25.)
- Jurassic World: Krétakori tábor (2021. december 25.)
- Mini Madagaszkár - Vár a nagyvilág (2022. december 26.)
- Croodék családfája (2023. március 1.)
- Jetikölyök: Láthatatlan város (2023. május 11.)

### Filmek
- A bajkeverő majom: Halloween-i húzós húzás
- A bajkeverő majom: Tavaszi szél
- A dínók elveszett szigete
- A hazudós egér
- A három kismalac (ausztrál rajzfilm) (2. szinkronnal)
- A három maci
- A hetedik testvér
- A Jetson család (film) (1. szinkronnal)
- A karácsonymanó meséje
- A kis hableány (ausztrál rajzfilm)
- A kis herceg
- A Mikulás tanonc és a varázshópehely
- A Mikulás tanonc
- A rút kiskacsa fantasztikus története
- Alvin és a mókusok
- Arthur és a villangók
- Arthur 3. – A világok harca
- Arthur: Maltazár bosszúja
- Asterix, a gall
- Asterix Britanniában
- Asterix és Cézár ajándéka
- Asterix és Kleopátra
- Asterix és a nagy ütközet
- Asterix és a vikingek
- Asterix tizenkét próbája
- Az első hó
- Az erdő kapitánya
- Babar: A film
- Babar, az elefántok királya
- Babar és a Télapó
- Bajkeverő majom: Felséges kaland
- Balto (filmsorozat)
- Barbie-filmek
- Belagyott a tócsa
- Benjamin és a cirkuszi oroszlánok
- Benjamin és a gyémántmacskák titka
- Benjamin és a Jéghercegnő
- Bogyó és Babóca
- Breki, a békakirályfi
- Camelot (ausztrál rajzfilm)
- Casper
- Casper szellemeskedései
- Charlotte és Henry kalandjai
- Cidri Bence története
- Csillagkutyák
- Csillagkutyák 2. – Kaland a Holdon
- Csillagkutyák – Trópusi kaland
- Dinotópia
- Duda és Pocsolya: Karácsonyra hazaérek
- Dzsungelriportok – Vissza a jégmezőkre
- Egérmese (filmsorozat)
- Emilie Jolie
- Emmy hercegnő lovai
- Enchantimals: Mesék az erdő mélyéről
- Enchantimals: Új otthon
- Én, Eloise (filmsorozat)
- Farkasbőrben
- Félix és az Árnysziget kincse
- Franklin csodás karácsonya
- Franklin és a Zöld lovag
- Franklin és barátai – A Franklin-kaland: Mélytengeri utazás
- Franklin másodikba megy
- Hamupipőke és az elvarázsolt herceg
- Himalájai karácsony
- Hollie Hobbie és barátai (filmsorozat)
- Hopp
- Hókirálynő
- Hókirálynő 2.
- Hugó, a víziló
- Isten veled, kedves Borz!
- Izzie nyomában
- Justin, a hős lovag
- Kapjuk el a Mikulást!
- Karácsony Artúr
- Karácsonyi kaland
- Kedves Drakula!
- Kis királylány: A szüreti bál
- Kis királylány – Boldog karácsonyt!
- Koala Brothers: Karácsony a Pusztaságban
- Kókusz Kokó, a kis sárkány 2. – Irány a dzsungel!
- Kössétek be magatokat!
- Leo és Fred, avagy igaz történetek két jó barátról
- Lorax
- Macskalandra fel!
- Maja, a méhecske — A mozifilm
- Mátyás, az igazságos
- Merülj, Olly merülj! – A merülés mesterei
- Mihaszna kalózok
- Mindörökké karácsony
- Mint hal a vízben
- Miss Spider – A film
- Miss Spider: A Herceg, a Hercegnő és a méhecske
- Mr. Peabody és Sherman kalandjai
- Münó, a holdbéli manó
- My Little Pony: A film
- Négy dinó New Yorkban
- Noddy és a mágikus holdfénypor
- Noddy és a nagy szigetkaland
- Nyúl testvér kalandjai
- Őslények országa sorozat (és filmsorozat)
- Pat és Stan: A kincsvadászat
- Pinokkió igaz története
- Pollyworld
- Postás Pat bohóckodik
- Postás Pat és a nagy buli
- Postás Pat varázslatos karácsonya
- Pöttöm Panna (ausztrál rajzfilm)
- Pulykaland
- Ratchet és Clank: A galaxis védelmezői
- Rolie, Polie, Olie – A három mókamester
- Rómeó és Júlia: Csókkal megpecsételve (2. szinkronnal)
- Sam, a tűzoltó: Tűzvész Körmöspálcáson
- Sam karácsonyi mentőakciója
- Sandokan (2. szinkronnal)
- Stellaluna
- Stuart Little, kisegér
- Stuart Little, kisegér 2.
- Sütimanók – Ide süss!
- Szabadságon a Télapó – Mindenkinek jár egy kis pihenés!
- Szaffi
- Szellemvadászok
- Szilaj, a vad völgy paripája
- Szirénázó szupercsapat: Halloween-i hercehurca
- Szirénázó szupercsapat: Karácsonyi kalamajka
- Szivárványvarázs – Visszatérés az Esővarázs-szigetre
- Szörnyen boldog Halloween
- Tabaluga és Leo – Karácsonyi kaland
- Timothy Tweele, az első karácsonyi elf
- Tintin kalandjai
- Thomas és barátai: A sínek ura
- Thomas és barátai: A dízelek napja
- Thomas és barátai: A vágányok királya
- Thomas és barátai: Kaland a Ködfátyol-szigeten
- Thomas és barátai: Rejtély a Kék-hegyen
- Thomas és barátai: A nagy verseny
- Tündérek
- Vacak, az erdő hőse
- Vad galamb
- Végre otthon!
- Végre otthon – Az ünnepekre
- Vízipók-csodapók (film)
- Vudlik – A film
- Vuk
- Wilbur nagy kalandja
- Willy Fog utazása a tenger alatt (2. szinkronnal)

### Saját gyártású műsorok
| Címe           | Leírás | Indulás éve | Státusz           |
| -------------- | --- | ----------- | ----------------- |
| Miniséf        | Két gyermek (Mini és Max szerepében) mutat egyszerű recepteket gyermekeknek, amit aztán otthon könnyedén elkészíthetnek. | 2011        | Jelenleg nem fut. |
| Minimax Híradó | Gyermek műsorvezetők új meséket mutatnak be, programajánlókat mondanak be és rajz, vagy egyéb pályázatokat mondanak be.  | 2000        | Jelenleg nem fut. |
| Staraoke       | Egy-egy adásban két gyermek mérheti össze énektudását a karaoke alapjait felhasználva.                                   | 2006        | Jelenleg nem fut. |

- Mondókák
- Gyerekdalok
- MiniKRESZ

## Minimax Magazin
A Minimax majdnem a csatorna indulásától 2019 decemberéig, minden hónapban újságot adott ki. Általánosan van benne TV-műsor, rejtvény, viccek, újdonságok. Esetenként játék, vagy egyéb ajándék (például belépőjegy, vetőmag, távcső stb.) járt hozzá (utolsó éveiben ez nem volt jellemző). 2019 decemberében adták ki az utolsó számot.

## Külföldi változatok
A Minimax Magyarországon kívüli változatai:
- Spanyolország (eredeti): 1994. január - 1998. december
- Lengyelország: 1999. április 16. - 2004. október 16.
- Románia: 2001. június 1. (a magyar változattal közös), 2009. november 4. (önálló adás)
- Csehország/Szlovákia: 2003. december 23.
- Szerbia: 2007 óta
- Szlovénia: 2011 óta
- Bosznia-Hercegovina
- Horvátország
- Montenegró
- Macedónia
- Moldova